# Куликов, Николай Васильевич (инженер)
Николай Васильевич Куликов (1912 - 1994) — советский инженер, лауреат Ленинской премии.
С 1931 года работал на ленинградском заводе «Электросила» прессовщиком обмоточно-изоляционного цеха, слесарем-реостатчиком.  В 1933-1935 служил в РККА. В 1940 году окончил ЛЭТИ им. В. И. Ульянова (Ленина).
В июне 1941 года мобилизован в армию, воевал на Ленинградском (1941-1942) и 1-м Украинском (с января 1944) фронтах. Награждён орденом Красной Звезды.
В апреле 1946 года уволен в запас. Снова работал на «Электросиле»: инженер, старший инженер, зам. директора НИИ производственного объединения.
Ленинская премия 1961 года — за разработку двигателей атомного ледокола «Ленин».
Кандидат технических наук.
Соавтор книги: «Электросила»: История Ленинградского производственного объединения «Электросила» им. С. М. Кирова ID 8535376. Николай Куликов, Дмитрий Струженцов. Лениздат. 1985 г.